# Mondreville (Sekwana i Marna)
Mondreville – miejscowość i gmina we Francji, w regionie Île-de-France, w departamencie Sekwana i Marna.
Według danych na rok 1990 gminę zamieszkiwało 320 osób, a gęstość zaludnienia wynosiła 16 osób/km² (wśród 1287 gmin regionu Île-de-France Mondreville plasuje się na 915. miejscu pod względem liczby ludności, natomiast pod względem powierzchni na miejscu 76.).